# 中南財経政法大学
中南財経政法大学（ちゅうなんざいけいせいほうだいがく、簡体字: 中南财经政法大学; 繁体字: 中南財經政法大學、英語: Zhongnan University of Economics and Law）は、中華人民共和国湖北省武漢市洪山区にある国立大学である。略称は中南大、財大。中国教育部に直属する国家重点大学の一つであり、1948年に設立された。

## 概要
経済学、法学、管理学を主要科目とし、哲学、言語学、文学、芸術学、史学、理学、工学などの科目も設置され、国家「211工程」、「985工程優秀学科創新平台」重点建設大学である。教育部、財政部、湖北省人民政府の3者のもとに建設され、「教育部人文社科重点研究基地」、「国家建設高レベル大学公派院生プロジェクト」、「優れた法律人材教育育成計画」に入選し、中国大陸AMBA、CFA協会の認証を得た7番目の大学である。

## 沿革

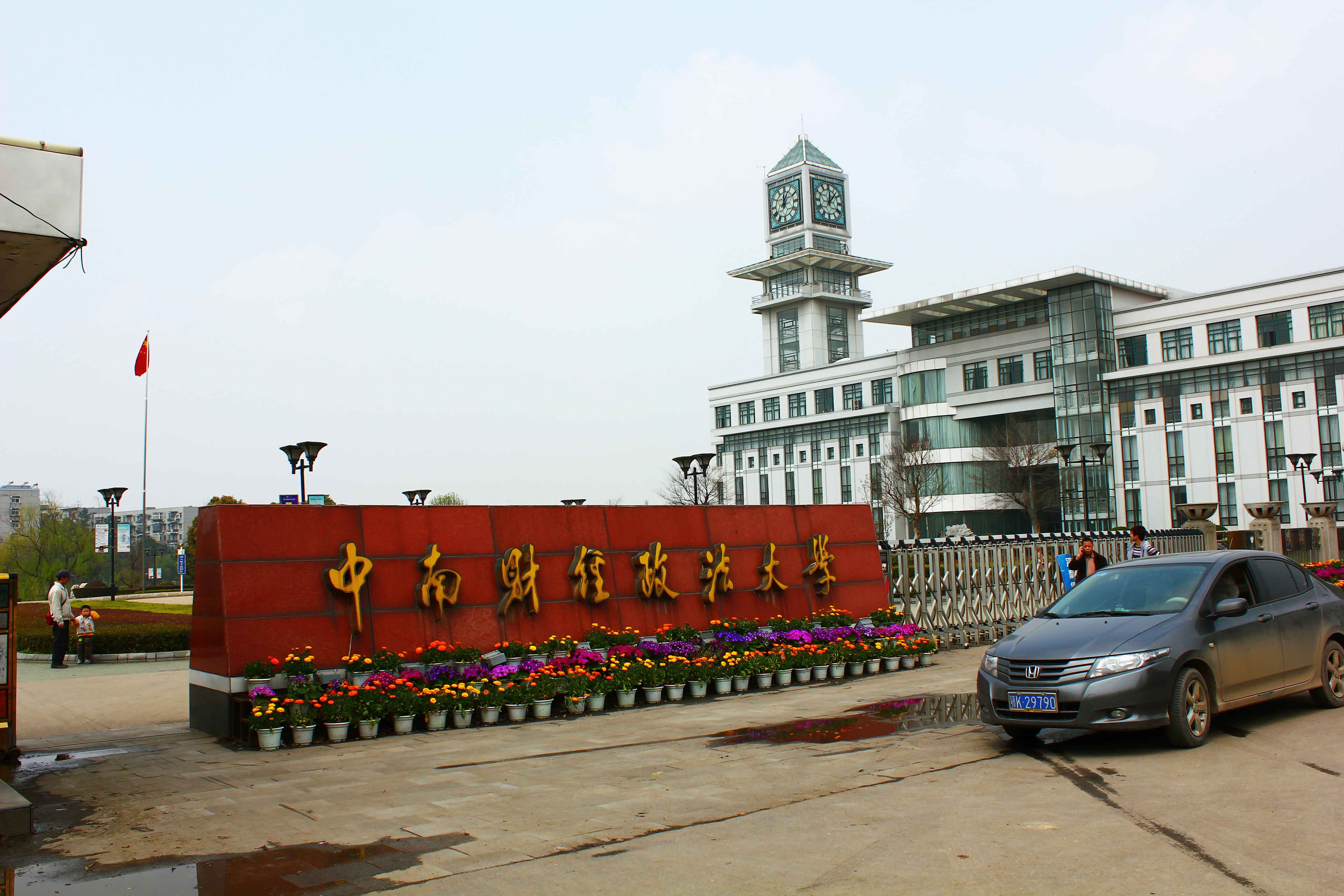
中南財経政法大学 南湖キャンパス

## 組織
- 哲学院
- マルクス主義学院（歴史文化研究所）
- 経済学院
- 財政税務学院
- 金融学院
- 法学院（法律硯士センター）
- 刑事司法学院
- 外国語学院
- 新聞と文化コミュニケーション学院
- 工商管理学院
- 会計学院（会計硯士センター）
- 公共管理学院（MPAセンター）
- 統計和数学学院
- 情報安全工学院
- 知的財産学院
- MBA学院
- 継続教育学院
- 国際教育学院
- 文瀾学院

## 日本における協定校
- 神戸大学